# Kamensk-Uralski

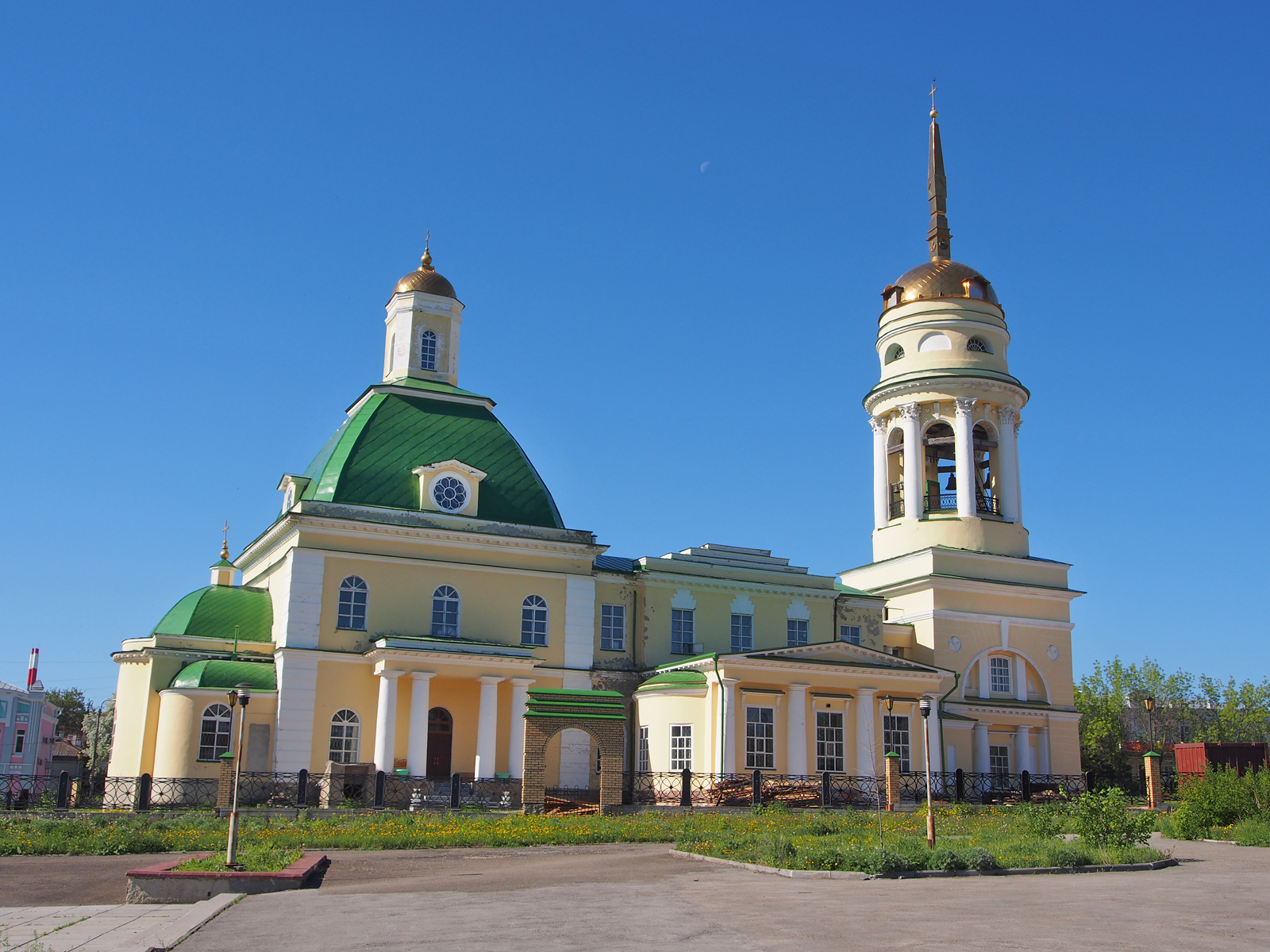
Vista exterior da catedral da cidade.

Kamensk-Uralski (russo:  Каменск-Уральский) é uma cidade no oblast de Sverdlovsk, Rússia, localizada na confluência dos rios Kamenka e Iset (bacia do Ob). Evolução demográfica: 174 689 (censo 2010); 186 153 (censo de 2002); 207 780 (censo de 1989); 173 000 (censo de 1972); 51 000 (censo de 1939).

## Esporte
A cidade de Kamensk-Uralski é sede do Estádio Cosmos Sinara e do FC Trubnik Kamensk-Uralski, que joga no [[Campeonato Russo de Futebol]